# Friedrich Müller von Elblein
Friedrich Müller von Elblein (německy Friedrich Johann Paul Ritter Müller von Elblein) (14. října 1854 Bardejov – 20. února 1911 Vídeň) byl rakousko-uherský admirál. Jako absolvent námořní akademie sloužil u c. k. námořnictva od roku 1872. Vystřídal službu na různých lodích, řadu let působil také v námořní sekci na ministerstvu války. Na přelomu 19. a 20. století byl velitelem několika bitevních lodí a v roce 1907 dosáhl hodnosti kontradmirála. Poté byl velitelem eskadry a námořní divize, nakonec byl zástupcem velitele námořní základny v Pule.

## Životopis

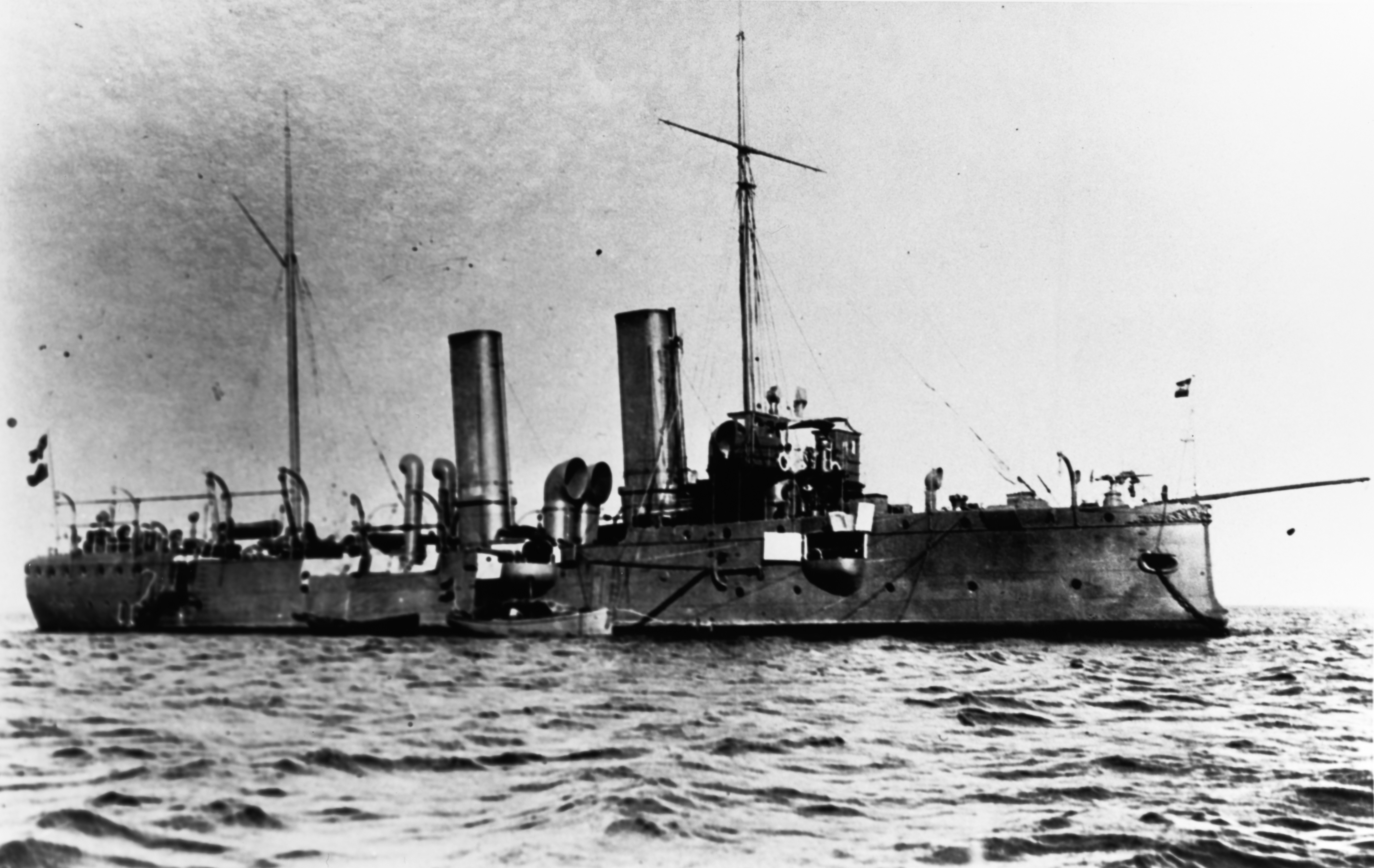
Křižník SMS Leopard, vlajková loď Friedricha Müllera během boxerského povstání v Číně (1900–1901)

Narodil se v Bardejově jako syn c. k. generálmajora Friedricha Müllera (1813–1894). Dětství strávil na různých místech monarchie podle otcova služebního zařazení, studoval na katolickém gymnáziu v Sibiu a vojenské kadetní škole v Hainburgu. V letech 1868–1872 absolvoval C. k. námořní akademii v Rijece a v roce 1872 vstoupil jako kadet k námořnictvu. Kromě služby na různých lodích působil také u arzenálu a Hydrografického úřadu v Pule. V roce 1876 získal hodnost praporčíka a poté sloužil u jednotek námořní pěchoty. Později byl navigačním důstojníkem na dělovém člunu SMS Albatros nebo admirálské jachtě SMS Fantasie. 
Postupoval v hodnostech (poručík II. třídy 1884, poručík I. třídy 1887) a mezitím si doplnil vzdělání v matematice a astronomii na univerzitě ve Vídni (1884–1885). Na dělovém člunu SMS Halbich absolvoval cestu do Elbląg v Severním moři (1886), poté byl prvním důstojníkem na dělovém člunu SMS Kerka a znovu sloužil u námořní pěchoty. V letech 1888–1892 byl úředníkem v prezidiální kanceláři námořní sekce na ministerstvu války ve Vídni.

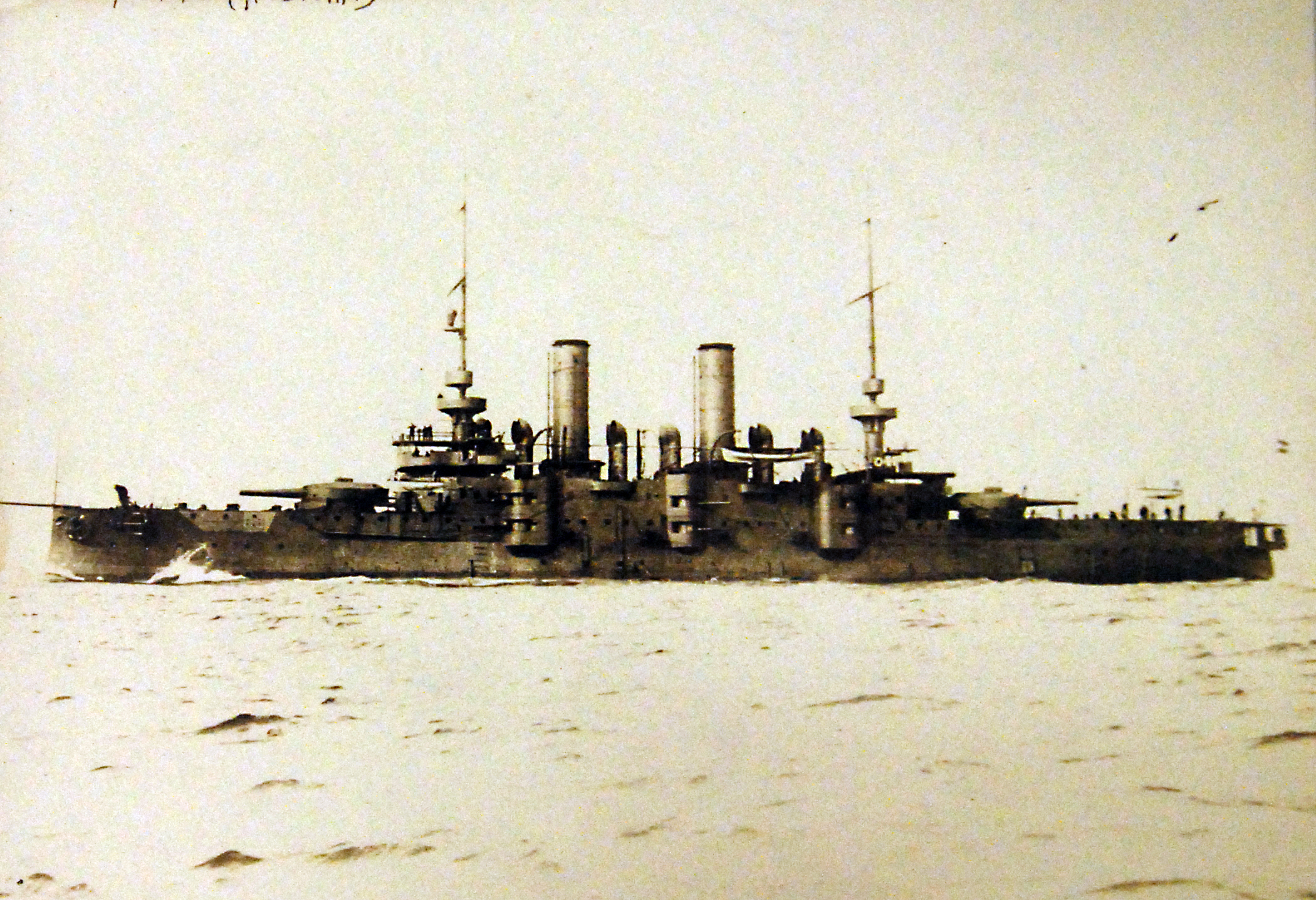
SMS Árpád, vlajková loď Friedricha Müllera v letech 1904–1905

Jako dělostřelecký důstojník absolvoval v letech 1892–1894 dvouletou cestu na Dálný východ na korvetě SMS Saida pod velením kapitána Moritze Sachse. Po návratu byl přidělen k VII. oddělení Námořního technického výboru (1895–1896) a k datu 1. května 1896 získal hodnost korvetního kapitána. Byl prvním důstojníkem na křižníku SMS Kaiser Franz Joseph I. (1896–1897) a poté byl štábním důstojníkem znovu u prezidiální kanceláře v námořní sekci na ministerstvu války (1897–1900).
K datu 1. ledna 1900 byl povýšen do hodnosti fregatního kapitána a stal se velitelem křižníku SMS Leopard. S touto lodí původně odplul na misi k břehům Austrálie, na přelomu let 1900–1901 byl ale povolán jako posila rakousko-uherského kontingentu v rámci mezinárodních operací proti boxerskému povstání v Číně. Po návratu do Evropy vedl výcvik kadetů námořní akademie na cvičné lodi SMS Custozza (1902–1904) a mezitím obdržel hodnost kapitána řadové lodi (1. května 1903). V letech 1904–1905 byl velitelem bitevní lodi SMS Árpád a v letech 1906–1908 zastával funkci ředitele prezidiální kanceláře námořní sekce na ministerstvu války. K datu 1. listopadu 1907 dosáhl hodnosti kontradmirála. Závěr aktivní služby strávíl jako velitel záložní eskadry (1908–1909) a velitel bitevní divize (1909–1910). V září 1910 byl jmenován zástupcem velitele námořní základny v Pule Julia Rippera, ale již o měsíc později byl odeslán na dovolenou a zemřel krátce poté ve Vídni, kde byl pohřben na Centrálním hřbitově.

## Rodina
V roce 1887 se oženil s Annou Vucinicovou (1868–1967), dcerou vrchního štábního chirurga. Z manželství se narodily dcery Hilda a Friderika. 
Friedrich pocházel z početné rodiny a měl sedm sourozenců. Bratři Eduard (1853–1906) a Artur (1865–1923) sloužili v c. k. armádě a dosáhli hodnosti generálmajora. Nejmladší z bratrů Viktor (1872–1946) byl za první světové války plukovníkem a hodnost generálmajora získal až v roce 1923 v době Rakouské republiky. Jejich nejstarší sestra Juliana (1851–1931) byla manželkou c. k. polního zbrojmistra barona Karla Drathschmidta (1837–1922), dlouholetého velitele Tereziánské vojenské akademie.

## Tituly a ocenění
Byl uživatelem šlechtického titulu rytíř s predikátem Ritter von Elblein, který získal jeho otec v roce 1868. Během služby u námořnictva získal několik vyznamenání v Rakousku-Uhersku i v zahraničí.

### Rakousko-Uhersko
- rytířský kříž Řádu Františka Josefa (1892)
- Služební odznak pro důstojníky III. třídy (1897)
- Jubilejní pamětní medaile (1898)
- Řád železné koruny III. třídy (1903)
- Vojenský záslužný kříž (1905)
- rytířský kříž Leopoldova řádu (1908)
- Vojenský jubilejní kříž (1908)

### Zahraničí
- komandérský kříž Řádu Spasitele (1905, Řecko)
- Řád Osmanie II. třídy (1905, Osmanská říše)
- Řád červené orlice II. třídy (1907, Německo)
- Řád pruské koruny II. třídy (1909, Německo)